# Stripping (culturismo)
Lo stripping o drop set (detto anche serie discendente o serie a scalare) è una tecnica speciale ad alta intensità (HITM) applicata nell'esercizio coi pesi, in particolare nel body building e fitness.
Esistono alcuni nomi alternativi che vengono utilizzati solo in alcune varianti: Triple drop set è quando il carico viene scalato per 2 volte, e quindi vengono adoperati 3 differenti carichi; Double drop set è quando il carico viene scalato per una volta, adoperando 2 differenti carichi. Down the rack o Running the rack possono essere terminologie usate quando questa tecnica prevede l'uso dei manubri.

## Definizione
Lo Stripping o Drop set è una delle più note tecniche "ad alta intensità" (High Intensity Training Methods, HITM) nell'esercizio coi pesi. Durante l'esercizio con sovraccarichi, molto spesso si può volontariamente giungere al punto di cedimento muscolare concentrico col fine di esaurire le fibre principalmente coinvolte nel movimento. Una volta raggiunta questa soglia, i muscoli non sono in grado di continuare a generare ulteriore forza con il carico utilizzato seguendo un range di movimento (ROM) completo, tuttavia è possibile sfruttare l'intervento di alcune fibre muscolari supplementari che non erano state reclutate. Si crede infatti che questa tecnica consenta di reclutare ulteriori fibre muscolari. La tecnica dello stripping consiste - una volta raggiunto il cedimento muscolare con un determinato carico - nel continuare le ripetizioni con un carico inferiore al fine di riuscire a compiere ulteriori ripetizioni per portare definitivamente a termine la serie, superando l'iniziale ostacolo dell'esaurimento. In genere questa tecnica si rivela appropriata scalando il peso rispettivamente di circa il 10-25%. Nonostante esistano diverse varianti dello stripping, la più comune prevede di scalare il carico per 2 volte (triple drop set), adoperando di conseguenza 3 differenti carichi in ordine decrescente. Ad esempio, si eseguono 8 ripetizioni a cedimento (8-RM), immediatamente senza alcuna pausa seguono altre 8 ripetizioni a cedimento con un peso più leggero, e ancora altre 8 ripetizioni a cedimento con un peso ancora più leggero (8+8+8). Le ripetizioni massime (RM) e quindi il carico specifico però possono essere piuttosto vari, offrendo la possibilità di aumentare l'intensità organizzando ad esempio un 4+4+4 (le prime 4 ripetizioni a cedimento indicano una percentuale di 1-RM indicativa del 90% 1-RM). Lo stripping viene eseguito svolgendo il primo gruppo di ripetizioni con un carico abbastanza pesante (generalmente nel range di 3-10 ripetizioni massime), ad intensità piuttosto elevate (75-90% 1RM), abbassando successivamente il carico eseguendo diverse ripetizioni aggiuntive. Questa tecnica ha dimostrato di migliorare gli adattamenti e le prestazioni, soprattutto quando le prime ripetizioni sono eseguite ad alta intensità (% 1-RM). Alcuni autori segnalano la possibilità di modificare la velocità di movimento (speed of movement) in base all'intensità o all'entità del carico. Ad esempio, nel primo gruppo di ripetizioni con carichi maggiori, le ripetizioni saranno più rapide, mentre il ritmo esecutivo può essere rallentato con l'abbassamento progressivo del carico. Le serie a scalare hanno dimostrato di aumentare notevolmente lo stress metabolico, aumentando lo stimolo ormonale anabolico, in particolare a carico del GH. Inoltre questa tecnica (nella variante in cui il carico viene scalato una sola volta, ovvero il double drop set) ha mostrato di aumentare la sezione trasversale del muscolo in un programma di forza più di un normale protocollo di allenamento di sola forza.
Alcuni professionisti consigliano di utilizzare lo stripping con cautela reputandolo più adatto per gli atleti esperti, in quanto i principianti non sarebbero in grado di gestire una tecnica di tale intensità. Il drop set è una tecnica molto efficace, ed ha la capacità di stressare notevolmente il sistema neuromuscolare. Sarebbe quindi da introdurre solo a fasi cicliche durante le routine periodizzate. Sarebbe indicato limitare il loro uso solo ad alcune serie selezionate in un microciclo, facendo attenzione a rimanere in sintonia con il proprio fisico per rilevare eventuali segnali di sovrallenamento.

### Fisiologia
Lo stripping rientrerebbe nella categoria delle tecniche olistiche, ovvero di stimolazione globale. Questa metodica permette di reclutare selettivamente in un'unica serie tutte le fibre muscolari variando l'intensità del carico. I noti ricercatori Fleck e Kraemer sostengono che le serie a scalare consentono di reclutare le fibre muscolari non utilizzate e continuare la serie oltre al punto in cui normalmente queste si sarebbero fermate.
Esistono 2 categorie principali di fibre muscolari, di tipo I e tipo II:
- le fibre di tipo I sono indicate come fibre a contrazione lenta o rosse. Queste fibre si contraggono lentamente e si affaticano più difficilmente. Queste sono le fibre utilizzate principalmente durante il sollevamento di carichi leggeri e sforzi prolungati;
- le fibre di tipo II sono indicate come a contrazione rapida o bianche. Queste su contraggono molto rapidamente ma si affaticano anche molto rapidamente, e sono impiegate per sforzi rapidi, brevi, e ad intensità maggiori;

Le fibre a contrazione rapida possono essere ulteriormente suddivise nei tipi IIa e IIb:;
- le fibre di tipo IIa si affaticano moderatamente e hanno proprietà ibride sia delle fibre di tipo I e che di quelle di tipo IIb;
- le fibre di tipo IIb si affaticano facilmente e vengono reclutate per sforzi brevi e molto intensi, quali il sollevamento di pesi elevati, lo sprint o il salto

In termini fisiologici, lo stripping rispetta il "principio del reclutamento" e il "principio della dimensione". Il "principio della dimensione" (size principle), indica che le unità motorie sono per la maggior parte reclutate in ordine di dimensioni crescenti dalle più piccole (tipo 1) alle più grandi (tipo 2b), poiché la dimensione (diametro) del gruppo di unità motorie è direttamente correlato alla sua capacità di produrre forza. Una richiesta più leggera forza (e di intensità) verso il muscolo porrà l'accento sull'attivazione delle fibre di tipo I a contrazione lenta. Come la forza richiesta ai muscoli aumenta, le fibre intermedie di tipo IIa sono attivate con l'aiuto delle fibre di tipo I. Con richieste di forza muscolare più impegnative, intervengono le più potenti (e più grandi) fibre di tipo IIb, col supporto delle fibre di tipo I e di tipo IIa.
Il "principio del reclutamento" (recruitment), stabilisce che l'intervento di determinate unità motorie è correlato con l'intensità relativa, e quindi col carico specifico sulla base della percentuale del carico massimale (1-repetition-maximum (% 1-RM). Le fibre di tipo 1 vengono reclutate da 0 a circa il 60% 1-RM. Attorno al 20% 1-RM alcune fibre di tipo 2a vengono reclutate, ma il loro massimo reclutamento avviene a circa il 75-80% 1-RM. Le fibre di tipo 2b non iniziano ad essere reclutate fino a circa il 60-65% 1-RM, e continuano ad essere reclutate fino a circa l'85% 1-RM. Quindi il massimo reclutamento delle unità motorie si ottiene quando vengono coinvolte anche le fibre di tipo IIb, che intervengono per ultime, a partire da carichi moderati fino a carichi molto elevati. Le fibre di tipo IIb sono più ipertrofizzabili di circa il 50% rispetto alle fibre di tipo 1, tuttavia il loro massimo reclutamento avviene con un carico relativo a circa 85% di 1-RM (cioè 6 RM), un'intensità necessaria per reclutare il maggior numero di unità motorie, nonché sviluppare maggiori guadagni della forza
Nello Stripping, i principi del reclutamento e della dimensione vengono messi in pratica in maniera inversa: il primo gruppo di ripetizioni, che potrebbero essere eseguite con un carico relativo all'85% del massimale (% 1RM) recluta il massimo delle unità motorie, soprattutto quelle di tipo IIb; il secondo gruppo di ripetizioni consecutive potrebbe essere eseguito con un carico relativo al 60% del massimale, e recluta soprattutto le fibre di tipo IIa col supporto delle fibre di tipo I; il terzo gruppo di ripetizioni infine può essere eseguito ad un'intensità del 50% del massimale, continuando a reclutare soprattutto le fibre di tipo I, più adatte ai lavori di durata muscolare. Questo ultimo gruppo di serie può riuscire a stimolare anche altre componenti della cellula muscolare come i capillari e i mitocondri. Questo adattamento è dovuto al fatto che, contrariamente ad una normale serie ad alta intensità, la quale prevede tempi sotto tensione (Time Under Tension, TUT) piuttosto ridotti, lo stripping permette di lavorare ad alta intensità ma prolungare il TUT per tempi molto più protratti andando a stimolare anche quegli adattamenti tipici delle serie a bassa intensità. Infine, parte dell'efficacia dello stripping sarebbe da ritrovare nell'alto stress metabolico, potenzialmente connessa con un maggiore stimolo anabolico.

## La ricerca
La tecnica dello Stripping è stata esaminata da una squadra di ricercatori giapponesi (Goto et al. 2003). Essi vollero confrontare gli effetti delle serie tradizionali ad alta intensità, con quelli delle serie supplementari eseguite immediatamente dopo la normale serie ad alta intensità sulla secrezione dell'ormone della crescita (GH). Otto soggetti sono stati testati per eseguire 4 diversi protocolli di esercizio coi pesi sulla leg extension bilaterale in giorni diversi. I protocolli sono stati suddivisi in 2 principali categorie, vale a dire un protocollo di forza tradizionale e un protocollo combinato (drop set). Il protocollo di forza consisteva in 5 set eseguiti al 90% di 1 ripetizione massimale (RM) con 3 minuti di riposo tra le serie, mentre il protocollo combinato aggiungeva a queste ripetizioni al 90% di 1RM ulteriori ripetizioni supplementari ma con 3 intensità diverse. Un protocollo combinato consisteva nell'eseguire ripetizioni ulteriori con un'intensità relativa del 50% di 1 RM, uno con il 70% di 1 RM, e uno al 90% di 1RM. La concentrazione sierica di GH e di lattato nel sangue sono stati misurati prima, e dopo l'esercizio a 0 e 60 minuti. I valori crescenti della concentrazione di GH sono risultati i più bassi nel protocollo tradizionale ad alta intensità tra tutti i protocolli. I livelli di GH sono risultati superiori nel protocollo combinato in cui seguivano ripetizioni ad un'intensità del 50% di 1RM, significativamente maggiori rispetto al protocollo tradizionale e al protocollo combinato con il carico al 90% di 1RM, e leggermente superiori rispetto al protocollo combinato in cui seguiva l'utilizzo del carico al 70% 1-RM. Questi risultati suggeriscono che un protocollo di allenamento ad alta intensità e basso volume, adatto ad indurre adattamenti neuronali, comporta di base una bassa risposta del GH. Tuttavia la secrezione di GH viene aumentata eseguendo una singola serie di esercizi a bassa intensità (50% 1RM) immediatamente in seguito al termine di una serie ad alta intensità (90% 1RM). I risultati favorevoli sulla maggiore secrezione del GH indotta dall'esecuzione di serie ad alta/bassa intensità rispetto alla serie ad alta intensità o alla serie ad alta/moderata intensità, sono con tutta probabilità connessi con l'aumento del TUT, che può essere esaltato in proporzione alla riduzione dei carichi. Anche se nello studio non è stato testato lo Stripping classico (Triple drop set) con una doppia riduzione del peso, ma la variante con una sola serie a scalare (Double drop set), ciò serve a comprendere come le tecniche che prolungano il Time Under Tension scalando il peso a seguito del cedimento muscolare durante una serie ad alta intensità producano una significativa maggiore risposta dell'ormone anabolico GH. Ciò nonostante, diverse ricerche recenti hanno stabilito che l'incremento degli ormoni anabolici come il GH indotto da particolari strategie di allenamento non sia un fattore direttamente determinante sui maggiori guadagni di forza, ipertrofia o un aumento della sintesi proteica.
Poco tempo dopo, la stessa équipe di Goto (2004) studiò gli effetti dell'esercizio coi pesi con varie combinazioni ad alta e bassa intensità sul breve e lungo termine. Vennero misurate le variazioni acute nelle concentrazioni di GH a seguito di 3 diversi protocolli sul leg extension:
- Tipo ipertrofia: serie a moderata intensità (10 RM) con periodi di riposo tra le serie di 30 secondi e una riduzione progressiva del carico (una sorta di piramide discendente con brevi recuperi);
- Tipo forza: 5 serie ad alta intensità (90% di 1RM) e basse ripetizioni;
- Tipo combinato (Double drop set): esercizio analogo al protocollo di forza, ovvero l'esecuzione di serie al 90% 1-RM ma con l'esecuzione consecutiva di un'ulteriore serie a bassa intensità con un carico del 50% 1-RM a esaurimento (questo protocollo era analogo a quello che nella studio precedente aveva favorito una maggiore elevazione del GH);

L'aumento dei livelli di GH sierico hanno mostrato una dipendenza significativa dal regime: ipertrofia > serie combinata > forza. Successivamente, sono stati studiati gli effetti sul lungo termine di questi protocolli sull'adattamento muscolare. Sedici soggetti di sesso maschile sono stati assegnati a svolgere diverse combinazioni di questi allenamenti: ipertrofia/combinato o ipertrofia/forza, sul leg press e sul leg extension per 2 volte a settimana per 10 settimane. Durante le prime 6 settimane, entrambi i gruppi hanno utilizzato il programma ipertrofia per guadagnare massa muscolare. Durante le successive 4 settimane, i 2 gruppi ipertrofia/combinato e ipertrofia/forza hanno eseguito rispettivamente il tipo combinato e il tipo forza. La forza muscolare, la resistenza e la sezione trasversale sono stati esaminati dopo 2, 6 e 10 settimane. Dopo le prime 6 settimane, non è stata osservata alcuna differenza significativa nelle variazioni percentuali di tutte le variabili tra i gruppi. Dopo le 4 settimane successive, tuttavia, la forza massima sul leg press, la massima forza isocinetica, e la resistenza muscolare sul leg extension hanno mostrato aumenti significativamente maggiori nel gruppo ipertrofia/combinato rispetto al gruppo ipertrofia/forza. Inoltre, l'aumento della sezione trasversale del muscolo dopo questo periodo tendeva ad essere maggiore nel gruppo ipertrofia/combinato rispetto al gruppo ipertrofia/forza, sebbene le differenze tra il tipo forza e il tipo combinato non fossero risultate significative. I risultati suggerirono che una combinazione dei regimi ad alta e bassa intensità fosse efficace per ottimizzare l'adattamento della forza muscolare in un programma di allenamento periodizzato. Questa è stata ad oggi l'unica ricerca che ha dimostrato una superiorità del drop set (per la precisione double drop set) nello sviluppo della forza e dell'ipertrofia rispetto ai protocolli di forza tradizionali.

## Conclusioni
La tecnica dello Stripping o Drop set sembra sia stata testata direttamente solo in una limitata serie di studi. Ad ogni modo si è compreso che questa, applicata in un contesto submassimale ad alta intensità, può creare una maggiore secrezione di GH, lattato, e un maggiore aumento della sezione trasversale del muscolo, incidendo positivamente sull'aumento della forza massimale e sull'ipertrofia muscolare. Sebbene l'esercizio con i pesi ad alta intensità (>85%1-RM) - ovvero alattacido - abbia dimostrato un alto potenziale nel produrre ipertrofia muscolare, diversi autori tendono a ritenerlo meno indicato per massimizzare questo adattamento rispetto alla moderata intensità, a causa delle limitate ripetizioni correlate (1-6 rip), i ridotti Time Under Tension (5—15 s), con conseguente bassa risposta del GH e del lattato. L'allenamento di forza ad alta intensità (85-90% 1RM) infatti sfrutta il sistema anaerobico alattacido dei fosfati, con l'assenza di impiego glucidico e produzione di lattato. La secrezione di GH è proporzionale alla produzione di lattato, che è a sua volta proporzionale al TUT, il quale si presenta piuttosto ridotto nella prestazione ad alta intensità (10-15 s). L'aumento delle concentrazioni di lattato nei muscoli e nel sangue avviene in risposta all'attivazione del sistema anaerobico lattacido della glicolisi anaerobica, ma questa subentra in maniera rilevante solo dopo circa i 20 secondi di durata della serie (TUT). Mentre la sola serie ad alta intensità è correlata a TUT molto ridotti e fa affidamento prevalentemente sul sistema anaerobico dei fosfati, prolungare la serie ad alta intensità con ulteriori ripetizioni a bassa intensità mediante un immediato abbassamento del carico permette di prolungare il TUT della serie portando all'attivazione preponderante del sistema anaerobico glicolitico, dove avviene un intenso impiego di glucidi (glicogeno muscolare), e un'alta produzione di lattato positivamente correlata con una maggiore secrezione di GH. È stato spesso ipotizzato che l'aumento dei livelli degli ormoni anabolici come GH e testosterone siano direttamente connessi con un maggiore guadagno di forza e ipertrofia, tuttavia negli anni recenti questa conclusione è stata smentita da altri ricercatori, i quali hanno dimostrato una mancata correlazione tra l'incremento degli ormoni anabolici indotto dall'esercizio coi pesi e l'aumento dell'ipertrofia muscolare, della forza muscolare o della sintesi proteica muscolare. Per tali motivazioni, sebbene lo stripping abbia dimostrato un sensibile aumento dei livelli di GH, sembrerebbe che non sia questa la causa della sua efficacia nel dimostrare sul lungo termine un aumento della forza e dell'ipertrofia superiore ai metodi tradizionali.
Anche se non è stato studiato direttamente, lo Stripping riuscirebbe a creare un maggiore dispendio energetico totale, e questo avrebbe di conseguenza un effetto anche sul EPOC, cioè l'aumento del dispendio energetico nel periodo successivo all'allenamento fisico. Ciò può essere confermato dal fatto che diverse ricerche hanno constatato che un aumento del Time Under Tension durante le serie porta ad un maggiore dispendio energetico complessivo, e questo è stato inoltre verificato direttamente su altre tecniche come il super set o il super slow. Una delle caratteristiche dello stripping è anche l'utilizzo di carichi ad alta intensità nel primo gruppo di ripetizioni, e anche carichi di maggiore intensità (assieme al TUT prolungato che questa tecnica produce) hanno dimostrato di aumentare l'EPOC più di carichi ad intensità inferiore.
Ulteriori benefici potrebbero essere riscontrati a livello di una maggiore densità capillare e mitocondriale. Gli allenamenti di forza (esercizio coi pesi ad alta intensità) infatti non permettono di sviluppare la densità capillare, contrariamente all'esercizio coi pesi a moderata e bassa intensità. L'aumento della densità capillare risulta come una risposta ad una maggiore produzione di lattato. Una maggiore densità capillare può migliorare la capacità di rimuovere il lattato dal muscolo da parte del sangue, favorendo una migliore capacità di tolleranza ad allenamenti che causano un grande accumulo di questa molecola. L'allenamento coi pesi tradizionale ad alta e moderata intensità crea un decremento della densità mitocondriale a causa degli effetti attenuanti provocati dall'ipertrofia muscolare. L'osservazione di un decremento della densità capillare è coerente con la minima richiesta del metabolismo ossidativo da parte dei muscoli durante un tradizionale protocollo coi pesi. Questo metodo infatti tende ad attivare prevalentemente il metabolismo anaerobico, e quindi esula da un rilevante intervento dei meccanismi ossidativi per i suoi tempi di attività (TUT) ridotti in combinazione con intensità piuttosto elevate. Tuttavia, evidenze più recenti hanno riscontrato che un allenamento con sovraccarichi che prevede un Time Under Tension di lunga durata (come quelli potenzialmente creati dalla tecnica dello Stripping), riesce invece a stimolare la sintesi di mitocondri.

## Altre tecniche diresistance training
- Super set
- Tri set
- Set gigante
- Stretch contrastato
- Rest pause
- Ripetizioni eccentriche
- Ripetizioni forzate
- Ripetizioni negative
- Super Slow
- Peak contraction
- Doppio impatto
- Cheating
- Burns
- Serie del 21
- Cedimento muscolare
- Mantieni Peso (MP)
- Mantieni Ripetizioni (MR)
- Lock-out